# Gibraleón
Gibraleón è un comune spagnolo di 11 349 abitanti situato nella comunità autonoma dell'Andalusia.

## Amministrazione

### Gemellaggi
- San Felice Circeo